# Campoletis gastrolinae
Campoletis gastrolinae är en stekelart som beskrevs av Kusigemati 1972. Campoletis gastrolinae ingår i släktet Campoletis och familjen brokparasitsteklar. Inga underarter finns listade.